# Prüfungsaufgaben- und Lehrmittelentwicklungsstelle
Die Prüfungsaufgaben- und Lehrmittelentwicklungsstelle der IHK Region Stuttgart (PAL)  wurde 1948 als zentrale Aufgabenerstellungseinrichtung der Industrie- und Handelskammern (IHKs) für die Entwicklung gewerblich-technischer Prüfungsaufgaben gegründet. 

## Prüfungsaufgaben im gewerblich technischen Bereich
Die PAL deckt als zentrale Aufgabenerstellungseinrichtung der IHKs ein großes Spektrum der aktuellen gewerblich-technischen Berufe ab. Sie liefert viermal jährlich für derzeit 141 Berufe, Fachrichtungen und Einsatzgebiete schriftliche, praktische und integrierte Zwischen- und Abschlussprüfungen.
- Zwischenprüfungen in 43 Berufen, Fachrichtungen, Einsatzgebieten
- Abschlussprüfungen in 88 Berufen, Fachrichtungen, Einsatzgebieten
- Abschlussprüfungen Teil 1 in 30 Berufen, Fachrichtungen, Einsatzgebieten
- Abschlussprüfungen Teil 2 in 53 Berufen, Fachrichtungen, Einsatzgebieten

## Die Prüfungsaufgaben

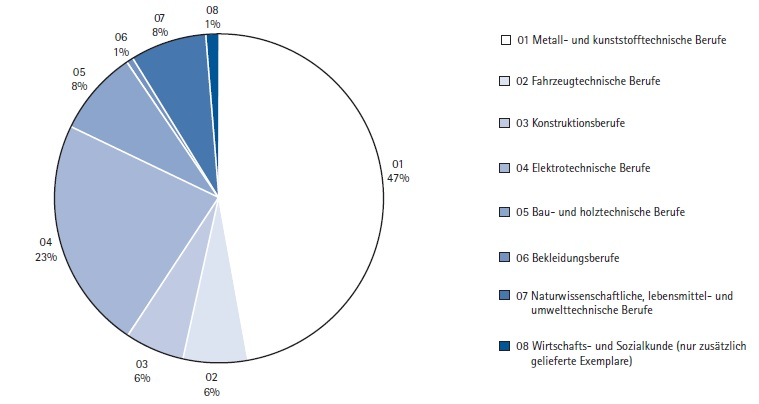
Abbildung 1: Prozentuale Verteilung der gelieferten Aufgabensätze auf die einzelnen Berufsgruppen (Stand 2014)

Die Prüfungsaufgaben werden von 872 ehrenamtlichen PAL-Fachausschuss-Mitgliedern in 134 Fachausschüssen und Arbeitskreisen unter der Mithilfe von über 50 hauptberuflichen PAL-Mitarbeitern entwickelt. Abbildung 1 zeigt die Berufsgruppen, in denen derzeit Prüfungsaufgaben angeboten werden.

## Prüfungsmodalitäten und Merkmale der Prüfungen
Die PAL-Prüfungen werden zum großen Teil bundesweit zeit- und inhaltsgleich durchgeführt.
Aufgrund sich ändernder Ausbildungsinhalte werden die PAL-Aufgaben in regelmäßigen Abständen auf Aktualität geprüft und Aufgaben gestrichen oder ergänzt.

## Die Aufgabenerstellung

### Fachausschüsse
Die Fachausschüsse sind zuständig für Entwurf, Durchsicht, Erprobung und Verabschiedung der Prüfungsaufgabensätze.

### Paritätische Zusammensetzung
Die Fachausschüsse bestehen in der Regel aus neun Mitgliedern und setzen sich paritätisch aus Beauftragten von Arbeitgebern und Arbeitnehmern sowie Lehrern der beruflichen Schulen zusammen.
Voraussetzung für die Berufung zum Mitglied eines PAL-Fachausschusses ist die Sachkunde auf dem Prüfungsgebiet und die Berufung als Prüfer in einen regionalen Fachausschuss.

### Ablauf und Entwicklung neuer Prüfungen
Die Erarbeitung, Überprüfung und Auswahl von Prüfungsaufgaben ist ein komplexer, ungefähr zwei Jahre dauernder Prozess. Jedes Jahr entwickeln die PAL-Fachausschüsse für die Zwischen- und Abschlussprüfungen neue Aufgaben: Die Fachausschüsse können auf einen großen Fundus vorhandener Aufgaben zurückgreifen, der ständig aktualisiert und erweitert wird.
Stufen der Aufgabenentwicklung
Laut Selbstdarstellung werden die Prüfungsaufgabensätze werden von den Fachausschüssen in einem sechsstufigen Verfahren entwickelt:

1. Stufe: Die Mitglieder der Fachausschüsse erhalten den Auftrag zur Entwicklung neuer Prüfungsaufgaben.
2. Stufe: Die entwickelten Aufgaben werden im Fachausschuss besprochen und – wenn sie den Anforderungen entsprechen – vorläufig verabschiedet.
3. Stufe: Die genehmigten Aufgabenentwürfe werden von den zuständigen PAL-Projektmanagern und vom CAD-Team der PAL in die prüfungs- und normgerechte Form gebracht.
4. Stufe: Die Mitglieder des Fachausschusses erhalten die Unterlagen zur Kontrolle, zum Vortest, zum Nachbau und zur Stellungnahme.
5. Stufe: Anhand der Stellungnahmen der Fachausschussmitglieder bereitet die PAL die Unterlagen für die jeweils nächste Fachausschusssitzung vor.
6. Stufe: In der nächsten Fachausschusssitzung erfolgt dann die endgültige Verabschiedung der Aufgabensätze.

## Die Gremien der PAL

### Der Hauptausschuss
Der Hauptausschuss ist paritätisch mit Arbeitnehmer- und IHK-Vertretern besetzt. Er entscheidet über Grundsatzthemen, spricht u. a. Empfehlungen zur Auslegung von Ausbildungsordnungen und zur Erarbeitung von Prüfungsaufgaben aus und diskutiert Fragen, die von den PAL-Fachausschüssen aufgeworfen wurden.

### Der Technische Ausschuss
Der Technische Ausschuss ist mit IHK-Vertretern aller Bundesländer besetzt und befasst sich mit inhaltlich-fachlichen und organisatorischen Fragen der Prüfungen und der Prüfungsdurchführung.

### Der Beirat
Der Beirat setzt sich aus IHK-Vertretern des Bereichs Bildung aller Bundesländer zusammen. 

## Ähnliche Einrichtungen
Die Prüfungsaufgaben für kaufmännische und kaufmännisch verwandte Ausbildungsberufe werden von der Aufgabenstelle für kaufmännische Abschluss- und Zwischenprüfungen (AkA) sowie der Zentralstelle für Prüfungsaufgaben Nord-West (ZPA Nord-West) bereitgestellt. Aufgaben für das grafische Gewerbe erstellt der Zentral-Fachausschuss Berufsbildung Druck und Medien (ZFA Druck-Medien).